# Mastrus takadai
Mastrus takadai är en stekelart som beskrevs av Setsuya Momoi 1970. Mastrus takadai ingår i släktet Mastrus och familjen brokparasitsteklar. Inga underarter finns listade i Catalogue of Life.